# Катерина Габсбург
Катерина Австрійська (пол. Katarzyna Habsburżanka; 25 вересня 1533, Інсбрук — 9 березня 1572, Лінц) — третя дружина короля польського і великого князя литовського Сигізмунда II Августа.

## Біографія
Була однією з п'ятнаддцяти дітей імператора Священної Римської імперії Фердинанда I і його дружини Анни Ягеллонки, королеви Німеччини.

### Перший шлюб
22 жовтня 1549 вона вийшла заміж за Франческо III Гонзага герцога Мантуї й стала принцесою Мантуанською, але через чотири місяці після весілля чоловік помер.

### Другий шлюб
23 червня 1553 року Катерина вийшла заміж за Сигізмунда II Августа, ставши його третьою дружиною. Першою дружиною Сигізмунда була рідна сестра Катерини Єлизавета Австрійська. На весілля, яке відбулася 23 червня 1553 року приїхали Габсбурги, Ізабелла Ягеллонка з сином, австрійський та угорський спадкові принци, мати нареченого Бона Сфорца. Незабаром після весілля Сигізмунд попросив у папи Римського Пія IV розлучення, через те, що Катерина обдурила його зі своєю вагітністю. Папа Римський це розлучення не схвалив, але незабаром Катерина все одно розлучилася з Сигізмундом.
У 1566 році Катерина Австрійська покинула Польщу і до своєї смерті жила в Лінці, Австрія. Померла 28 лютого 1572 року в віці 38 років.